# 陶卡奇四重奏團
陶卡奇四重奏團（Takács Quartet）於1975年創立於匈牙利布達佩斯，現以美國科羅拉多州博爾德為據點。四重奏由布達佩斯音樂院的四名學生Gábor Takács-Nagy（第一小提琴）、Károly Schranz（第二小提琴）、Gábor Ormai（中提琴），以及András Fejér（大提琴）共同發起。1977年他們贏得了法國埃維昂萊班國際弦樂四重奏大賽的首獎，自此聲名鵲起。1982年，首次赴美演出。1986年他們更將演出重心移至美國，擔任科羅拉多大學博爾德分校的駐校藝術家。
1993年，第一小提琴Gábor Takács-Nagy因健康因素離團，英國新秀小提琴家Edward Dusinberre繼任。1994年，中提琴Gábor Ormai確診癌症，在不得已的情形下，亦由英國中提琴家Roger Tapping接替了席位。新的組合展開了團體歷史上重要的幾份錄音計畫，包括全本巴托克、全本貝多芬等。1995年，Gábor Ormai不幸病逝，享年40歲。
2005年，他們的全本貝多芬四重奏錄音完工，中提琴Tapping也在此時離團，後續則在新英格蘭音樂院任教。他的席位由旧金山交响乐团首席中提琴Geraldine Walther接手。2006年，推出舒伯特《蘿莎蒙德》與《死與少女》錄音，這是Walther加入之後的作品，也是團體由Decca轉入Hyperion旗下的第一份錄音。
2018年，創團第二小提琴Károly Schranz宣布退休，席位由科羅拉多大學的Harumi Rhodes接續。2019年，Geraldine Walther亦跟進退休，由美國中提琴家Richard O'Neill擔任團史第四任中提琴。
2022年，Roger Tapping因癌症病逝，享壽61歲。

## 獲獎與榮譽
- 埃維昂萊班國際弦樂四重奏大賽，首獎，1977年
- 布達佩斯國際弦樂四重奏大賽，首獎，1978年
- 朴茨茅斯國際弦樂四重奏大賽（今威格莫爾國際弦樂四重奏大賽（英语：Wigmore Hall International String Quartet Competition）），首獎，1979年
- 布拉提斯拉瓦大賽[需要解释]，1981年

## 人物

### 歷任成員
第一小提琴
- Gábor Takács-Nagy，創團成員，在任期間1975年—1993年
- Edward Dusinberre，現任，1993年迄今

第二小提琴
- Károly Schranz，創團成員，在任期間1975年—2018年
- Harumi Rhodes，現任，2018年迄今

中提琴
- Gábor Ormai，創團成員，在任期間1975年—1994年
- Roger Tapping，1994年—2005年
- Geraldine Walther，2005年—2020年
- Richard O'Neill，現任，2020年迄今

大提琴
- András Fejér，創團成員，1975年迄今

## 錄音推薦
- . Decca. 2017. 483 1317.

## 外部連結
- 官方网站
- 陶卡奇四重奏團的Discogs页面（英文）
- Hyperion唱片的藝人頁面（英文）